# Duge (Prozor-Rama, BiH)
Duge su naseljeno mjesto u općini Prozor-Rama, Federacija Bosne i Hercegovine, BiH.
Kroz mjesto protiče Dušćica, pritoka Rame na kojoj se nalazi više slapova.

## Stanovništvo

### 1991.
Nacionalni sastav stanovništva 1991. godine, bio je sljedeći:
ukupno - 345
- Muslimani - 223
- Hrvati - 119
- Jugoslaveni - 3

### 2013.
Nacionalni sastav stanovništva 2013. godine, bio je sljedeći:
ukupno: 218
- Bošnjaci - 117
- Hrvati - 100
- ostali, neopredijeljeni i nepoznato - 1

## Poznate osobe
- Alija Dautbegović, vrhovni šerijatski sudac u NDH
- Osman Sabitović, istaknuti predratni komunistički revolucionar i prvi fakultetski obrazovan Bošnjak iz prozorskog kraja